# Barbara Wollrath-Kramer
Barbara Wollrath-Kramer bei der Ehrung von Ehrenamtlichen in Bochum, 2007

Link zum Bild

Barbara Wollrath-Kramer (* 1952 in Mülheim an der Ruhr) ist eine deutsche Schauspielerin und Regisseurin.
Nach dem Studium der Malerei und Komposition an der Alanus Hochschule für Kunst und Gesellschaft in Alfter bei Bonn, deren Vorgänger – eine freie Kunststudienstätte – sie mit aufgebaut hatte, studierte sie Schauspiel an der Novalisschule in Stuttgart. In Berlin studierte sie Geige bei Ernst Reuther. Sie hat an diversen freien Theatern in Deutschland und der Schweiz gespielt und später nach erfolgreicher Bühnenreifeprüfung vor der Zentrale Bühnen-, Fernseh- und Filmvermittlung an städtischen und staatlichen Häusern in Deutschland (u. a. in Berlin, Stuttgart, Darmstadt und am Theater Erfurt). In Berlin begegnete Wollrath-Kramer Rüdiger Meinel, der zu ihrem wesentlichen Mentor für Schauspielkunst wurde. In Berlin-Kreuzberg gründete sie mit Theaterfreunden gemeinsam ein Off-Theater. Sie war Leiterin diverser Theaterprojekte im professionellen und semiprofessionellen Bereich sowie mit Laien.
Prägende Einflüsse auf ihre künstlerische, schauspielerische und didaktische Arbeit sind neben ihrer Ausbildung an der Novalisschule die Schauspielmethodik von Strasberg, Stanislawski, Michael Tschechow sowie Butoh- und Flamenco-Tanz und Begegnungen mit Regisseuren unterschiedlichster Ausrichtung u. a. Peter Stein. Durch jahrelange schauspielpädagogische Erfahrung hat sie eine eigene Herangehensweise an die Darstellende Kunst mit Laien entwickelt, in deren Zentrum das Thema „Trieb“ mit den Polen Anziehung und Abstoßung und die Erforschung des menschlichen Willens stehen. 
Wollrath-Kramer ist Initiatorin des Projekts Theater Total in Bochum. 
Seit 1996 ist sie Vorstand des Trägervereins Theater Macht Mut e.V., Künstlerische Leitung und Geschäftsführerin des Projekts TheaterTotal in Personalunion.

## Auszeichnungen
- 2021: Ehrenring der Stadt Bochum[1]